# Etelrico di Deira
Etelrico ("ÆÞelric Ælling Deira Cyning"; fl. VI-VII secolo) fu sovrano del regno anglosassone di Deira (Inghilterra settentrionale) dal 588/590 al 604 circa.
Era figlio o fratello del primo monarca di Deira, Aella e forse morì combattendo contro Etelfrido di Bernicia, che conquistò e unì la Deira alla Bernicia, dando così vita alla Northumbria. Sembra che Aethelfrith avesse sposato una figlia di Aella, Acha. Quindi sarebbe stato cognato o zio di Etelrico. Il fatto che il fratello o nipote di quest'ultimo, Edvino, e altri membri della famiglia reale siano stati costretti all'esilio starebbe a indicare che si trattò di una vera e propria conquista militare e non di una pacifica successione.